# 4014 Heizman
A 4014 Heizman (ideiglenes jelöléssel 1979 SG10) egy kisbolygó a Naprendszerben. Nyikolaj Sztyepanovics Csernih fedezte fel 1979. szeptember 28-án.